# Porpartes
Porpartes es una banda de rock pop latino, procedente de San José, Costa Rica.
Fue formada por Marco “Macho” Salazar en 1999 y con los años ha llegado a ser una de las bandas más importantes del rock pop costarricense.

## Historia
En 1999, cuatro jóvenes músicos formaron una banda de rock que poco a poco se convirtió en una de las más exitosas de la escena musical costarricense. De la mano de Marco “Macho” Salazar y con sencillos como “Quiero Más”, “Silencio” y “Sigo”, incluidos en su disco Homónimo (bajo el sello Universal Music), se colocaron en los primeros lugares en las listas de popularidad de Centroamérica y de esta manera Porpartes se consagra como el grupo revelación del año. Después de una pausa musical en el 2003, se le une al miembro fundador Marco Salazar, el baterista Kin Rivera Jr. Porpartes con una nueva faceta musical, más madura y elaborada, plasmada en su álbum “Solo Paz” resultado de casi tres años de intenso trabajo de composición y producción musical, con un nuevo estilo orientado más hacia la fusión de rock pop latino. Durante este periodo, la banda fue integrada por Marco Salazar y Kin Rivera Jr (que dejó la banda a finales del 2007 y es actual integrante de la banda Escats). Ambos músicos estuvieron nominados al Grammy Latino 2007, por esta producción. En el 2008, a Porpartes se integra el bajista Felipe Contreras como director musical, Juan Arce (Gnomo) en la guitarra, Danilo Guzmán en la batería (quien posteriormente sería sustituido por José Pablo Calvo), acompañando a Marco “Macho” Salazar, miembro fundador, cantante y guitarrista. Porpartes es el único grupo musical costarricense en tener dos sencillos número uno en popularidad a nivel nacional: “Quiero Más” y “Mira”.
Para el 2012 Porpartes prepara su regreso a los escenarios con su tercera producción discográfica. Actualmente la banda está formada por su líder Marco "macho" Salazar, Gnomo Arce, Jose Pablo Calvo y su director musical Mario Álvarez.

## Trayectoria musical
A lo largo de su carrera musical, Porpartes ha compartido escenario en Costa Rica con Juanes, Black Eyed Peas, La Ley, Paulina Rubio, David Bisbal, Hombres G, Aleks Syntek, Camila, Bersuit Vergarabat, Duran Duran, Seal, Enrique Iglesias y Los Jonas Brothers

## Miembros actuales
- Marco Salazar (Vocales y Guitarra)
- Juan Antonio Arce (Guitarra)
- Mario Álvarez (Bajo)
- José Pablo Calvo (Batería)

## Discografía
- 2007: Solo Paz
- 2001: Porpartes